# Sk 118
Désignations
Sk 118, également désignée AzV 369, est une supergéante jaune située dans le Petit Nuage de Magellan à 190 000 années-lumière de nous. Elle a été découverte en mai 1968 par l'astronome américain Nicholas Sanduleak lors de la recherche d'étoiles dans le Petit Nuage de Magellan. C'est également une étoile double identifiée.

## Sources externes
- Sk118 sur Stellarium.org-web.
- (en) Sk 118 sur la base de données Simbad du Centre de données astronomiques de Strasbourg.